# Armadilha fria

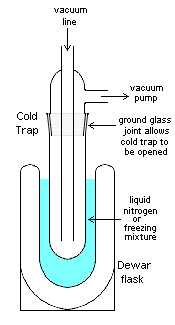
Armadilha fria submesa em um meio frio dentro de um frasco de Dewar. Alguns operadores preferem uma disposição inversa, onde os vapores fluem pela parede da armadilha, e são absorvidos pelo tubo interior. Isto reduz o bloqueio.

Em aplicações de vácuo, uma trampa fria é um dispositivo que condensa todos os vapores em um líquido ou sólido, exceto os gases permanentes. O objetivo mais comum é evitar que os vapores de uma bomba de vácuo contaminem o experimento ou amostra de interesse. A armadilhas frias também se referem à aplicação de superfícies de refrigeração ou defletores para evitar que os vapores de óleo fluam desde o interior de uma bomba de vácuo até um determinado recipiente. Em tal caso, um defletor ou uma seção de tubulação que contém uma série de palhetas resfriadas, será acrescentado à entrada de um sistema de bombeio. Esfriando o defletor, seja com um refrigerante como o nitrogênio líquido, ou mediante o uso de um elemento Peltier de acionamento elétrico, as moléculas de vapor de óleo que atingem as palhetas defletoras se se condensarão e portanto serão eliminados da cavidade de bombeio.

## Aplicações
As bombas que usam óleo como seu fluido de trabalho (bombas de difusão), ou como seu lubrificante (bombas mecãnicas rotativas), muitas vezes são as fontes de contaminação em sistemas de vácuo. Colocar uma armadilha fria na boca de tal bomba reduz significativamente o risco de que os vapores de óleo retornem na cavidade.
As armadilhas frias também podem ser usadas em experimentos envolvendo linhas de vácuo, como em destilações/condensações de pequena escala de temperatura muito baixa.
Isto é conseguido através do uso de um fluido refrigerante, como nitrogênio líquido ou uma mistura congelante de gelo seco em acetona ou um solvete similar com um ponto de fusão baixo.
Armadilhas frias também são usadas em sistemas de bombas criogênicas para gerar vácuo intenso pela condensação dos principais constituintes da atmosfera (nitrogênio, oxigênio, dióxido de carbono e água) em suas formas líquidas ou sólidas.

## Perigos
Deve-se tomar cuidado ao usar a armadilha fria, de modo a não condensar oxigênio líquido (um líquido azul claro) dentro da armadilha. O oxigênio líquido é potencialmente explosivo, e isso é especialmente verdadeiro se a armadilha tiver sido usada para prender solvente. O oxigênio líquido pode ser condensado numa armadilha fria se uma bomba tiver sugado o ar da armadilha quando ela estiver muito fria. Por exemplo, quando tiver sido resfriada com nitrogênio líquido.